# Miyako no Yoshika

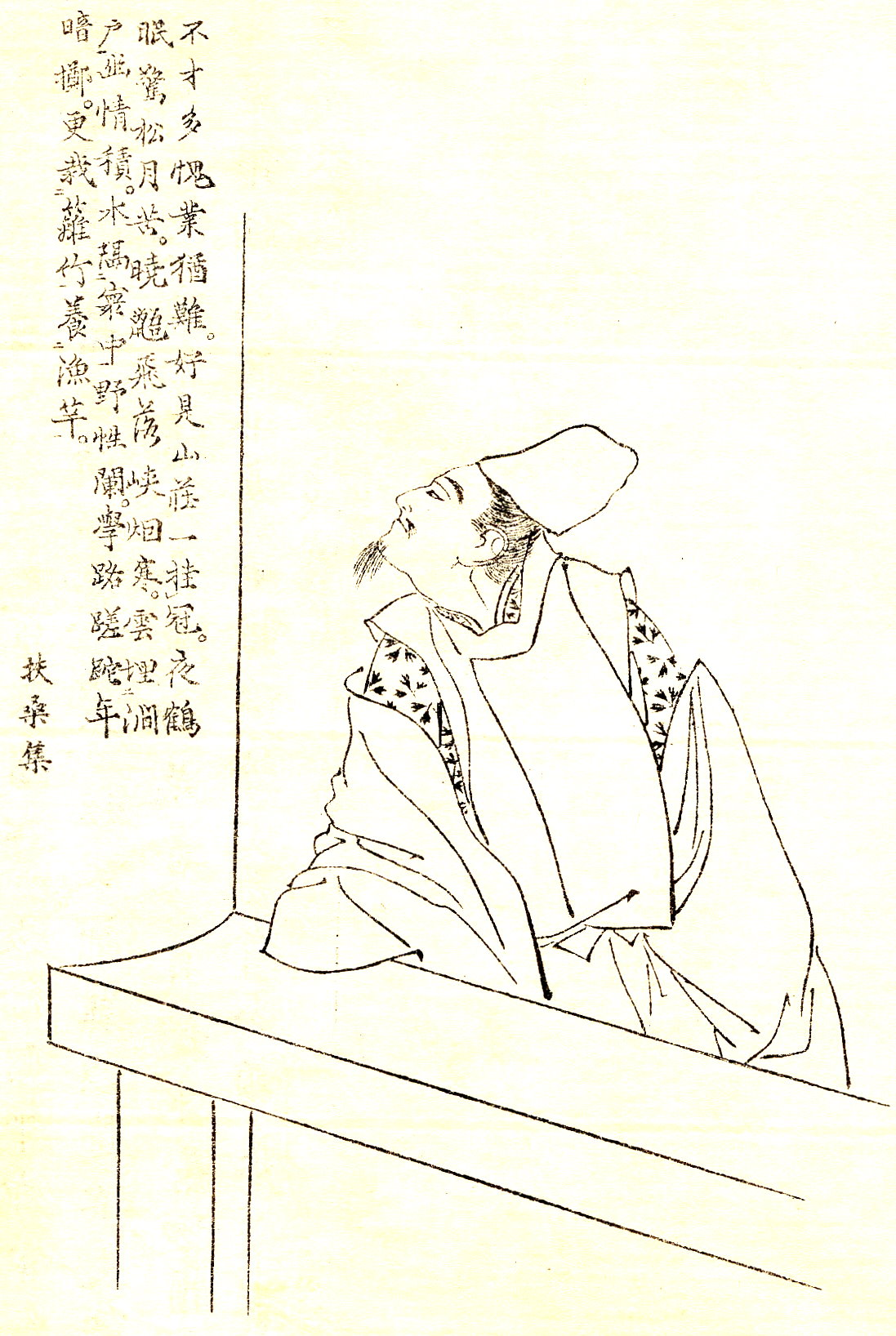
Miyako no Yoshika

Miyako no Yoshika (japanisch 都 良香; geboren 834 in Kyōto (Provinz Yamashiro); gestorben 21. März 879 in daselbst) war ein japanischer Hofadeliger, Gelehrter, Kenner der chinesischen Dichtung in der frühen Heian-Zeit.

## Leben und Wirken
Miyako no Yoshika war Sohn von Miyako no Sadabuki (都 貞継; 791–852). Sein eigentlicher Vorname war Gendō (言道), aber später, ab 872, nannte er sich Yoshika. 853 zog er ins Studentenheim der Universität alter Art, studierte dort. Nachdem er das 869 seinen Abschluss gemacht hatte, trat er im folgenden Jahr als einfacher Sekretär (少内記, Shōnaiki) in den Staatsdienst ein. Er erhielt 873 den kaiserlichen Rang „Jugoi Shimo-Dainaiki“ (従五位下大内記) und wurde 875 Doktor der Literaturwissenschaften. Er nahm an der Zusammenstellung der Aufzeichnungen „Montoku jitsuryoku“ (文徳実録), den Aufzeichnungen über das Leben des Kaisers Montoku teil, die 871 begonnen worden waren, eine zentrale Rolle ein, verstarb aber kurz vor der Fertigstellung.
Yoshika hinterließ die Gedichtsammlung „Miyakoshi Bunshū“ (都氏文集). Obwohl es ursprünglich 6 Bände waren, sind nur drei Bände erhalten, darunter 72 Texte, die Gedichte, Bemerkungen, Legenden und anderes enthalten. Weitere Werke sind „Honchō Monzai“ (本朝文粋), „Fusōshū“ (扶桑集) und „Wakan Rōei-shū“ (和漢朗詠集). Zu seinen Werken gehören Geschichten, wie „Dōjō Hōshi den“ (道場法師伝), eine Geschichte über ein Kind mit übermenschlichen Kräften, „Fujisan-ki“ (富士山記), das die Legenden rund um den Berg Fuji beschreibt, und „Yoshinosan-ki“ (吉野山記), wo es um Legenden um Yoshino geht. Eines der Merkmale seiner Legen ist, dass seine Werke auf geheimnisvoller Folklore aus der ganzen Welt basieren und er selbst in der Legende „Honchō Shinsen-den“ (本朝神仙伝) als gottähnliche Figur enthalten ist.
Es heißt, Yoshika habe mitten in seinem Leben seinen Regierungsjob aufgegeben und sei zum Berg Ōmine (大峰山) gegangen. Und 100 Jahre nach seinem Tod habe er für die Menschen genauso ausgesehen, wie sie ihn lebend kannten. Weiter heißt es auch, dass das Gedicht „Der Wind kämmt benommen die Haare der neuen Weide“ die „Dämonen vom Suzakumon“ beeindruckte. Das Gedicht „Dreitausend Welten sind vor meinen Augen erschöpft, und die „Zwölf Nidānas“ (Zwölf Glieder des Lebensrades, das immer wieder durchlaufen werden muss) sind leer in meinem Herzen.“ spielt im letzten Teil auf eine Notiz aus einer Sammlung von Geschichten an, wie sie beispielsweise die Göttin Benzaiten von der Insel Chikubu lehrte. Das zeigt, dass Yoshikas Gedichte von den Menschen gut verstanden werden konnten.